# Hei Glacier
Hei Glacier är en glaciär i Antarktis. Den ligger i Östantarktis. Norge gör anspråk på området. Hei Glacier ligger 2 060 meter över havet.
Terrängen runt Hei Glacier är varierad. Trakten är obefolkad. Det finns inga samhällen i närheten. 